# Saint-Aubin-d'Arquenay
 Saint-Aubin-d'Arquenay  es una población y comuna francesa, situada en la región de Baja Normandía, departamento de Calvados, en el distrito de Caen y cantón de Ouistreham.

## Demografía
| 264 | 326 | 403 | 504 | 567 | 633 |
| Para los censos de 1962 a 1999 la población legal corresponde a la población sin duplicidades (Fuente: INSEE [Consultar]) |     |     |     |     |     |